# تاليريس كوردوبا
تاليريس كوردوبا (بالإسبانية: Club Atlético Talleres )‏ هو نادي كرة قدم أرجنتيني تأسس في 12 أكتوبر 1913 ، يقع مقره الرئيسي في قرطبة، ويلعب في دوري الدرجة الأولى الأرجنتيني.

## وصلات خارجية
- الموقع الرسمي